# Roy Wallace McDiarmid
Pour les articles homonymes, voir McDiarmid.
Roy Wallace McDiarmid, né le 18 février 1940 à Santa Monica en Californie aux États-Unis, est un herpétologiste américain.

## Taxons nommés en son honneur
- Eleutherodactylus rayo (Savage & DeWeese 1979). "The name is an allusion to Roy W. McDiarmid, who first collected the species, as recognition for his work on the Costa Rican herpeto-fauna." El Rayo est un surnom pour Roy McDiarmid.
- Allobates mcdiarmidi (Reynolds & Foster, 1992)
- Oxyascaris mcdiarmidi (Bursey & Goldberg 2007)
- Pristimantis royi (Morales, 2007)
- Cochranella mcdiarmidi (Cisneros-Heredia, Venegas, Rada, and Schulte, 2008)
- Rulyrana mcdiarmidi (Cisneros-Heredia, Venegas, Rada & Schulte, 2008)
- Drymaeus rex (Breure 2009). ""Roy" is the old French word for king, but also the Anglicized spelling of a nickname from Scottish Gaelic ruadh (red, referring to the reddish apex in some specimens. The name also refers to the majestical appearance of this species when collected alive."
- Anadia mcdiarmidi Kok & Rivas, 2011
- Chiasmocleis royi Peloso, Sturaro, Forlani, Gaucher, Motta & Wheeler, 2014

## Taxons décrits
- Anolis neblininus (Myers, Williams & McDiarmid, 1993)
- Arthrosaura synaptolepis Donnelly, McDiarmid & Myers, 1992
- Bachia pyburni Kizirian & McDiarmid, 1998
- Centrolene azulae (Flores & McDiarmid, 1989)
- Centrolene hesperium (Cadle and McDiarmid, 1990)
- Chiasmocleis supercilialbus Morales & McDiarmid, 2009
- Chimerella mariaelenae (Cisneros-Heredia & McDiarmid, 2006)
- Cochranella euhystrix (Cadle and McDiarmid, 1990)
- Mitophis asbolepis (Thomas, McDiarmid & Thompson, 1985)
- Mitophis calypso (Thomas, McDiarmid & Thompson, 1985)
- Mitophis leptipileptus (Thomas, McDiarmid & Thompson, 1985)
- Myersiohyla chamaeleo Faivovich, McDiarmid & Myers, 2013
- Myersiohyla neblinaria Faivovich, McDiarmid & Myers, 2013
- Nymphargus Cisneros-Heredia & McDiarmid, 2007
- Nymphargus laurae Cisneros-Heredia and McDiarmid, 2007
- Plectrohyla calthula (Ustach, Mendelson, McDiarmid, and Campbell, 2000)
- Pristimantis muchimuk Barrio-Amorós, Mesa, Brewer-Carias & McDiarmid, 2010
- Rhaebo ecuadorensis Mueses-Cisneros, Cisneros-Heredia & McDiarmid, 2012
- Rhinella tacana (Padial, Reichle, McDiarmid & De la Riva, 2006)
- Yunganastes fraudator (Lynch & McDiarmid, 1987)
- Yunganastes mercedesae (Lynch & McDiarmid, 1987)